# フアン・クルス
アルバロ・フアン・クルス・アルマダ（Álvaro Juan Cruz Armada . 1992年7月28日 - ）は、スペイン・マドリード州マドリード出身のサッカー選手。プリメーラ・ディビシオン・CAオサスナ所属。ポジションはDF。

## クラブ経歴
カンテラ時代をアトレティコ・マドリードなどで過ごしていたクルスだったが、2010年にボローニャFCのプリマヴェーラに入所。2012年にトップチーム昇格後にカッラレーゼ・カルチョへのローン移籍が決定。翌年サンマリノ・カルチョに完全移籍。結局セリエAでのプレー機会はなかった。
2016年8月19日、セグンダ・ディビシオンB (3部リーグ)のSSレジェスと契約し、母国復帰。2017-18シーズンは同じく3部リーグのCFラージョ・マハダオンダでプレーし、36試合に出場した。
2018年7月10日、エルチェCFと3年契約を締結。2019-20シーズンのセグンダ・ディビシオン (2部リーグ)で6位に入り、昇格プレーオフ出場権を獲得。プレーオフではレアル・サラゴサ、ジローナFCを下し、2015-16シーズン以来のラ・リーガ復帰に貢献した。
2020年8月30日、CAオサスナと3年契約を締結。9月13日の2020-21シーズン開幕戦のカディスCF戦で先発で起用され、リーガ初出場。2-0の完封勝利に貢献した。